# Hesydrus palustris
Hesydrus palustris är en spindelart som beskrevs av Simon 1898. Hesydrus palustris ingår i släktet Hesydrus och familjen Trechaleidae. Inga underarter finns listade i Catalogue of Life.